# 无毛蚓果芥
无毛蚓果芥（学名：Torularia humilis f. glabrata）为十字花科念珠芥属蚓果芥下的一个变型。

## 扩展阅读
- 維基物種上的相關：无毛蚓果芥